# Акімов Сергій Ігорович
Сергій Ігорович Акімов (рос. Сергей Игоревич Акимов; 15 жовтня 1976, м. Москва, СРСР) — російський хокеїст, нападник.
Вихованець хокейної школи ЦСКА (Москва). Виступав за: ЦСКА (Москва), «Локомотив» (Ярославль), «Салават Юлаєв» (Уфа), «Крила Рад» (Москва), «Сибір» (Новосибірськ), «Амур» (Хабаровськ), «Спартак» (Москва), «Єрмак» (Ангарськ), ХК «Рязань».
У складі юніорської збірної Росії учасник чемпіонату Європи 1994.